# Tabela de Cutter
A Tabela de Cutter é uma tabela de códigos que indicam a autoria de uma obra literária, elaborada por Charles Ammi Cutter em 1880 e é utilizada para classificar livros em bibliotecas. A tabela utiliza todas as letras para designar as categorias de livros, em contraste com a Classificação Decimal de Dewey que utiliza apenas números.

## Origem
Charles Ammi Cutter (1837-1903), inspirado pela classificação decimal desenvolvida por Melvil Dewey, seu contemporâneo, desenvolveu o seu próprio sistema de classificação para classificar as colecções do Boston Athenaeum, onde serviu como bibliotecário durante 24 anos. Começou a desenvolver a classificação por volta do ano de 1880 e publicou os primeiros esboços no início dos anos de 1890. O seu catálogo da colecção Athenaeum em cinco volumes é um clássico na história bibliográfica.
Apesar de a Tabela de Cutter ter sido adoptada por, comparativamente, poucas bibliotecas, principalmente em Nova Inglaterra, foi considerada um dos mais lógicos e académicos sistemas de classificações dos EUA. A sua tabela serviu como base para a classificação da Biblioteca do Congresso que utilizou algumas das suas características.

## Codificação
Este código correspondente à autoria do livro, formado por letras e números, aparecendo na segunda linha dos endereços das obras nas bibliotecas.
Um modo prático de simbolizar a autoria é usando as três primeiras letras do sobrenome do autor. Utiliza-se então uma tabela com números correspondentes aos sobrenomes dos autores. O sobrenome é simbolizado pela sua inicial e pelos números a ele correspondentes. A estes números segue-se, em letra minúscula, a primeira inicial do título:
- Inicial do sobrenome do autor;
- Número atribuído ao sobrenome na Tabela de Cutter;
- Inicial da primeira palavra do título.

Além desses dados, podemos colocar outras informações para diferenciar livros do mesmo assunto, escritos pelo mesmo autor e com o mesmo título, por exemplo:
- 1989 - ano de publicação, para diferenciar livros iguais publicados em anos diferentes;
- e.1 -número do exemplar, para diferenciar os diversos exemplares de um mesmo livro.

### Classificação
A maior parte dos números da classificação da Tabela de Cutter seguem convenções que oferecem pistas para o tema do livro. A primeira linha representa o assunto, a segunda o autor (e talvez o título), a terceira e quarta as datas das edições, indicações de traduções, críticas em determinados livros ou autores. Todos os números da Tabela de Cutter são (ou deveriam ser), arquivado em ordem decimal.
O tamanho dos volumes é indicada por pontos (.), sinal de somar (+) ou barras (/ ou //).
A segunda linha representa normalmente o nome do autor com letras maiúsculas acrescidas de um ou mais números dispostos de forma decimal, podendo ser seguido pela primeira letra ou letras do título em minúsculas, e/ou às vezes, as letras a, b, c indicando outras edições do mesmo título. Quando necessário, a segunda linha pode começar com um número. Por exemplo: 1 representa história, 2 bibliografias, 5 para dicionários, 6 para atlas ou mapas, 7 jornais e periódicos, 8 sociedade ou publicações universitárias, 9 para colecções de obras de diferentes autores.
Na terceira linha a letra grande Y indica um trabalho sobre o autor ou um livro representado pelas duas primeiras linhas e a letra grande E (em Inglês, outras letras são usadas para outros idiomas) indica uma tradução para Inglês. Se as críticas e a tradução se aplicarem a um único título, o número aumenta em quatro linhas.

### Números de Cutter
Uma das características adoptadas por outros sistemas de classificação bibliográfica, incluindo a Biblioteca do Congresso, é o número de Cutter. É um sistema de código alfanumérico para codificar texto, para que possa ser organizado em ordem alfabética usando a menor quantidade possível de caracteres. Utiliza uma ou duas das primeiras letras e algarismos, tratados como uma casa decimal. Para construir um número de Cutter, um catalogador consulta a tabela de Cutter, como exigido pela classificação das regras. Apesar de os números de Cutter serem mais utilizados para a classificação dos nomes dos autores, o sistema pode ser utilizado para fins de títulos, assuntos, áreas geográficas, e muito mais.

### Gerador automático de código Cutter
- «Serviço Cutter's Online (Tabela Cutter-Sanborn e Tabela 'PHA')»